# Stadtmauer Staßfurt

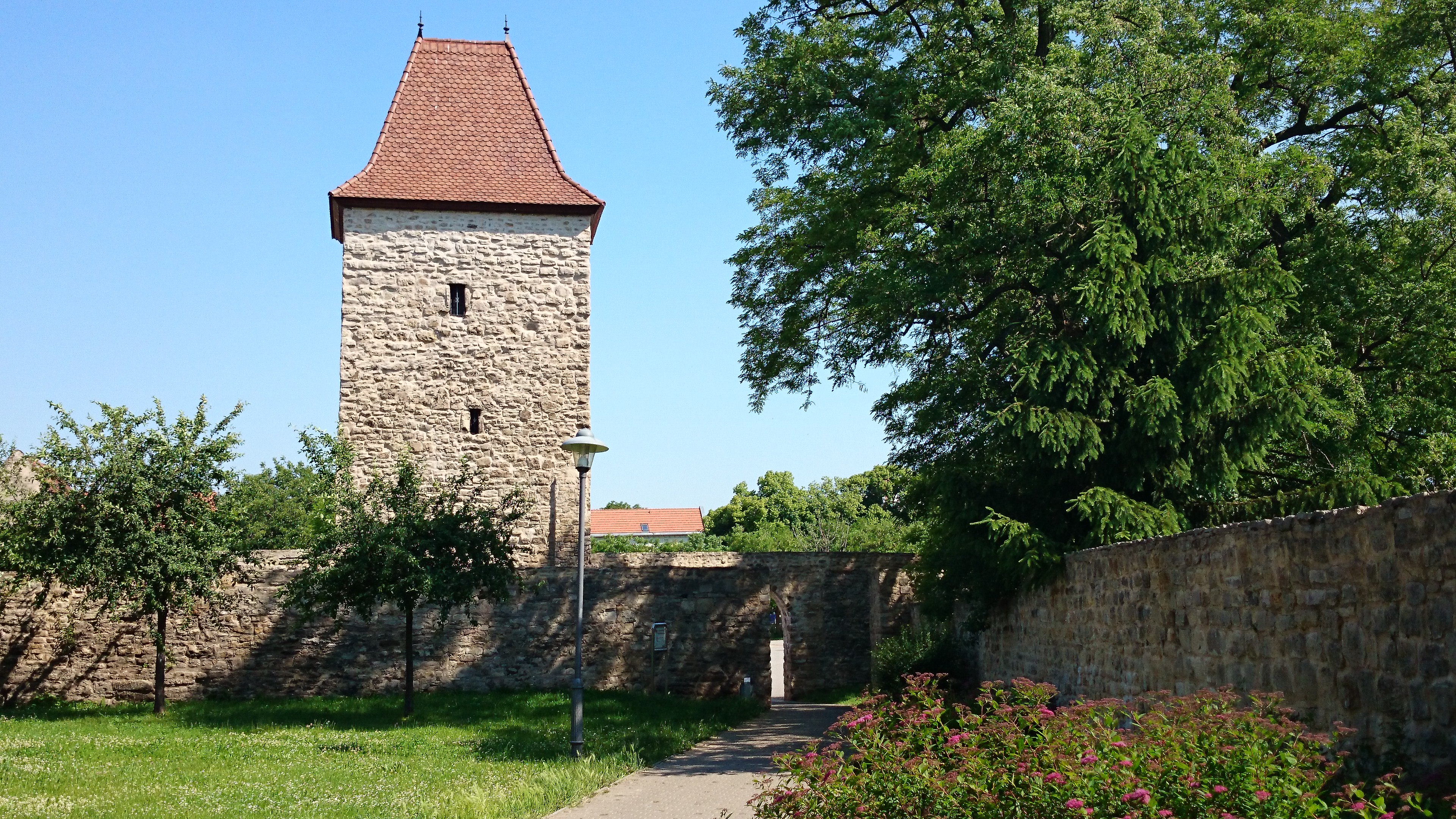
Wehrturm Stadtmauer Staßfurt

Die Stadtmauern von Staßfurt entstanden in der frühen Phase des städtischen Festungsbaus um 1450. Sie waren etwa 5 km lang, dabei bis zu 6 m hoch und wurden zwischen 1427 und 1467 gebaut. 1583 lebten rund 945 Einwohner innerhalb der Stadtgrenzen, 150 Jahre später sank die Zahl auf 935, doch 1736 waren es bereits über 1.837 und 1875 mehr als 11.000 Einwohner.

## Baugeschichte

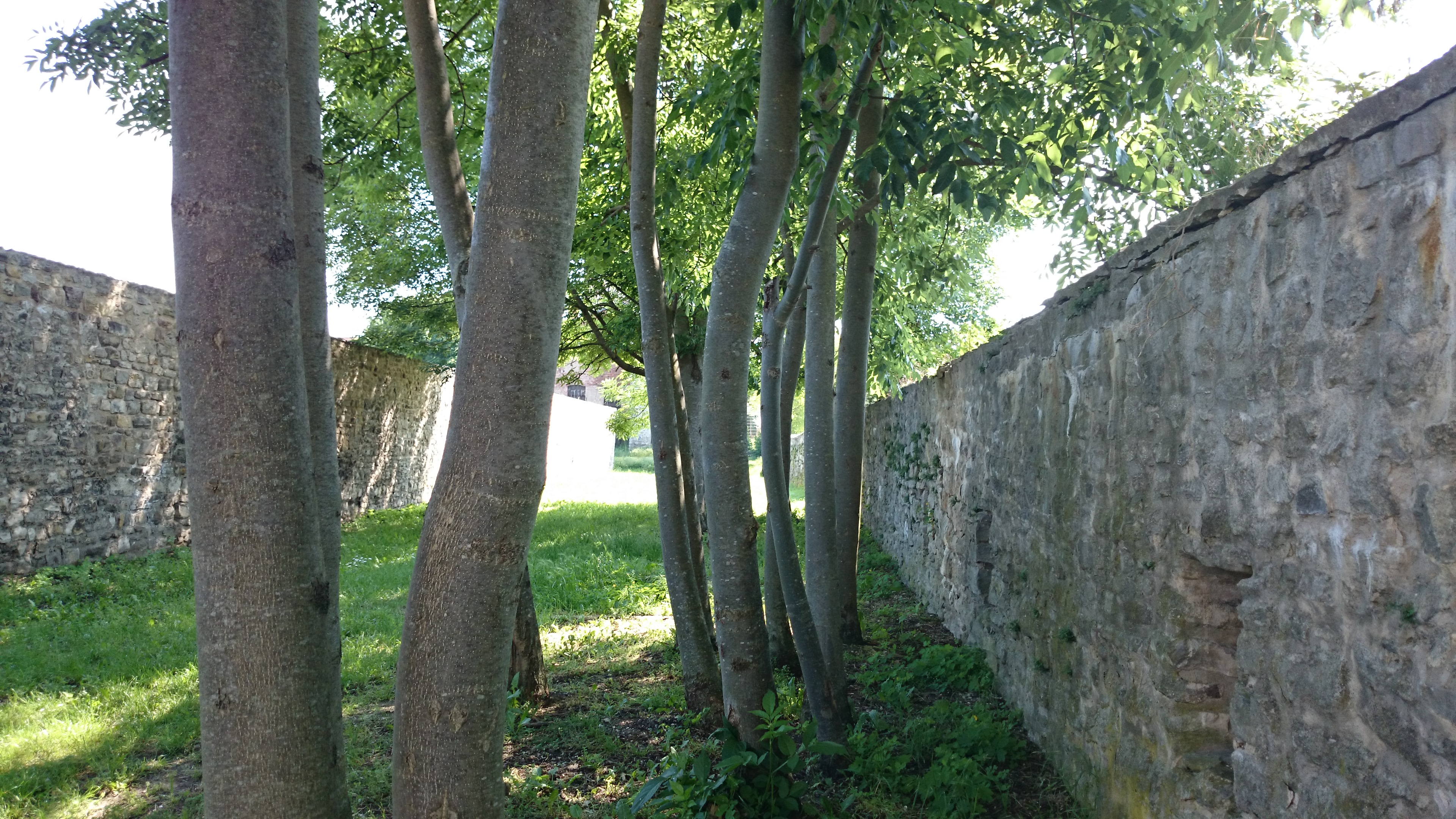
Zwinger Stadtmauer Staßfurt

Die Staßfurter Stadtmauer wurde nach Verleihung des Stadt- und Marktrechts von 1180 um die ehemalige Siedlung Altstaßfurt zwischen 1427 und 1467 errichtet, später wurde diese durch eine weitere parallele Mauer verstärkt, wodurch ein Zwinger im Zwischenraum entstand. Mit Ausnahme der Nordseite wurde die Stadt vollständig von der äußeren und innere Stadtmauer umgeben, die Nordseite allerdings nur von einem Wallgraben; zusätzlich wurde die Mauer an den Ecken durch Rondelle umgeben, das größte Rondell in der Golnowstraße blieb bis heute erhalten; in die innere Stadtmauer wurden die Wehrtürme direkt eingebaut. Die Stadttore, Magdeburger Tor, Wassertor und Ascherslebener Tor, waren ebenfalls durch Verteidigungstürme geschützt. Die Stadt war von Norden durch den Bodelauf, im Osten durch starke Befestigungsanlagen, im Süden durch die verbreiteten Sumpfgebiete und im Westen durch die stark bewehrte Burg geschützt.

## Rondellanlage (Gollnowstraße)

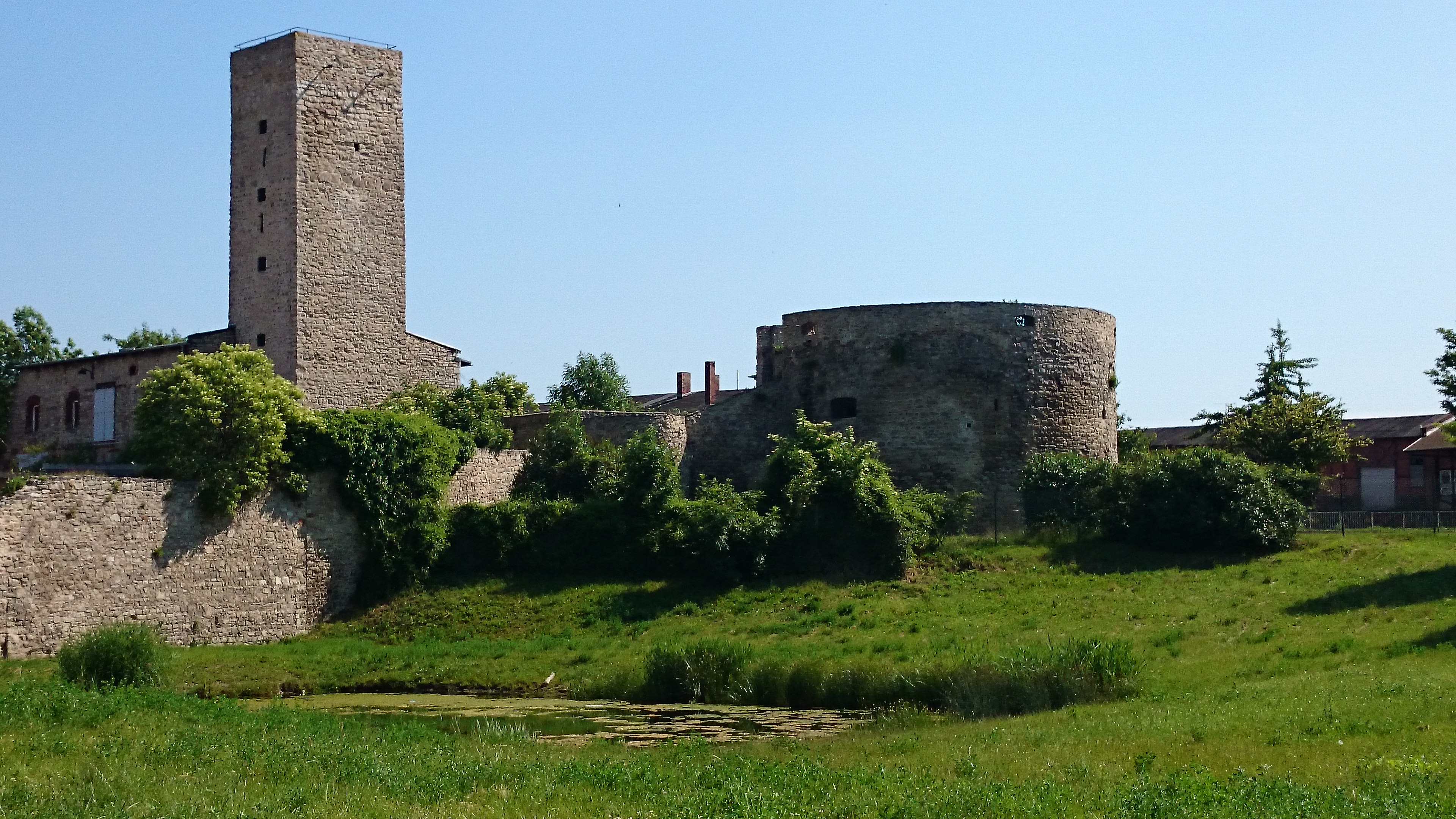
Rondell Stadtmauer Staßfurt

Die Gonadenanlage in der heutigen Gollnowstraße wurde wie die anderen Rondelle an die Ecken der Stadtmauer platziert und stark befestigt, da von dieser Seite die beste Angriffsmöglichkeit für Feinde der Stadt war. Zwischenzeitlich wurde das Rondell aber auch als Verteidigungswerk im Dreißigjährigen Krieg genutzt und ist heute noch eines der größten Verteidigungswerke im deutschsprachigen Raum. Es dient derzeit als Historisches Museum.